# Tony Romo
Antonio „Tony“ Ramiro Romo (* 21. April 1980 in San Diego, Kalifornien) ist ein ehemaliger US-amerikanischer American-Football-Spieler auf der Position des Quarterbacks. Er spielte von 2003 bis 2016 für die Dallas Cowboys in der National Football League (NFL).

## College
Romo wuchs in San Diego auf, sein Vater war Marineangehöriger und dort bei der amerikanischen Marine. Bereits auf der High School spielte er Football und Basketball. 1999 erhielt Romo ein Stipendium an der Eastern Illinois University in Charleston und spielte dort Quarterback bei den Eastern Illinois Panthers einer Mannschaft der All-Ohio Valley Conference. In seinem zweiten Studienjahr konnte er 27 Touchdowns erzielen und schloss seine Karriere mit einem Schul- und Ligarekord von 85 erworfenen Touchdowns ab. Mit seinen Pässen konnte er einen Raumgewinn von 8212 Yards während seines Studiums erzielen. In seiner Conference wurde er dreimal hintereinander zum Most Valuable Player (MVP) gewählt.

## Karriere
Romo konnte im einwöchigen Trainings-Camp vor dem NFL Draft 2003 nicht entscheidend auf sich aufmerksam machen und wurde auch von keiner Mannschaft verpflichtet. Allerdings nahmen zwei Teams mit ihm bereits während des Drafts Kontakt auf, als sich abzeichnete, dass er keinen Arbeitgeber finden würde. Romo schlug das höher dotierte Angebot der Denver Broncos aus und unterschrieb einen Vertrag bei den Dallas Cowboys, wo er insbesondere von Assistenztrainer Sean Payton gefördert wurde.
Die Cowboys hatten in den letzten Jahren, nach dem verletzungsbedingten Karriereende von Troy Aikman, insgesamt acht Starting-Quarterbacks eingesetzt, unter anderem so namhafte Spieler wie Vinny Testaverde, Drew Bledsoe und Randall Cunningham, aber auch Nachwuchsspieler wie Quincy Carter oder Chad Hutchinson. Aber keiner der Spieler konnte vollständig überzeugen. Das Angriffsspiel der Cowboys litt durch die oftmals nur durchschnittlichen Leistungen der Quarterbacks, das führende Footballteam der 1990er Jahre rutschte in die Mittelmäßigkeit ab.
Romo fand 2003 zunächst als dritter Quarterback Verwendung an der Seitenlinie, da man in Dallas der Überzeugung war, mit erfahrenen Spielern wie Testaverde oder Bledsoe an alte Erfolge anknüpfen zu können. 2006 wechselte Payton als Head Coach zu den New Orleans Saints und versuchte die Freigabe für Romo zu erreichen, was durch den Besitzer der Cowboys, Jerry Jones, abgelehnt wurde. Im 6. Spiel hatte Romo die Position des Starting Quarterbacks von Drew Bledsoe übernommen. Im weiteren Verlauf der Saison gelangen Romo 19 Touchdownpässe und ein Raumgewinn von 2.903 Yards. Der Einzug in die Play-offs 2006 gelang, dort scheiterte man aber in der ersten Runde an den Seattle Seahawks knapp mit 21:20, weil Tony Romo kurz vor Spielende den Football beim Snap zum siegbringenden Field Goal nicht kontrollieren konnte.

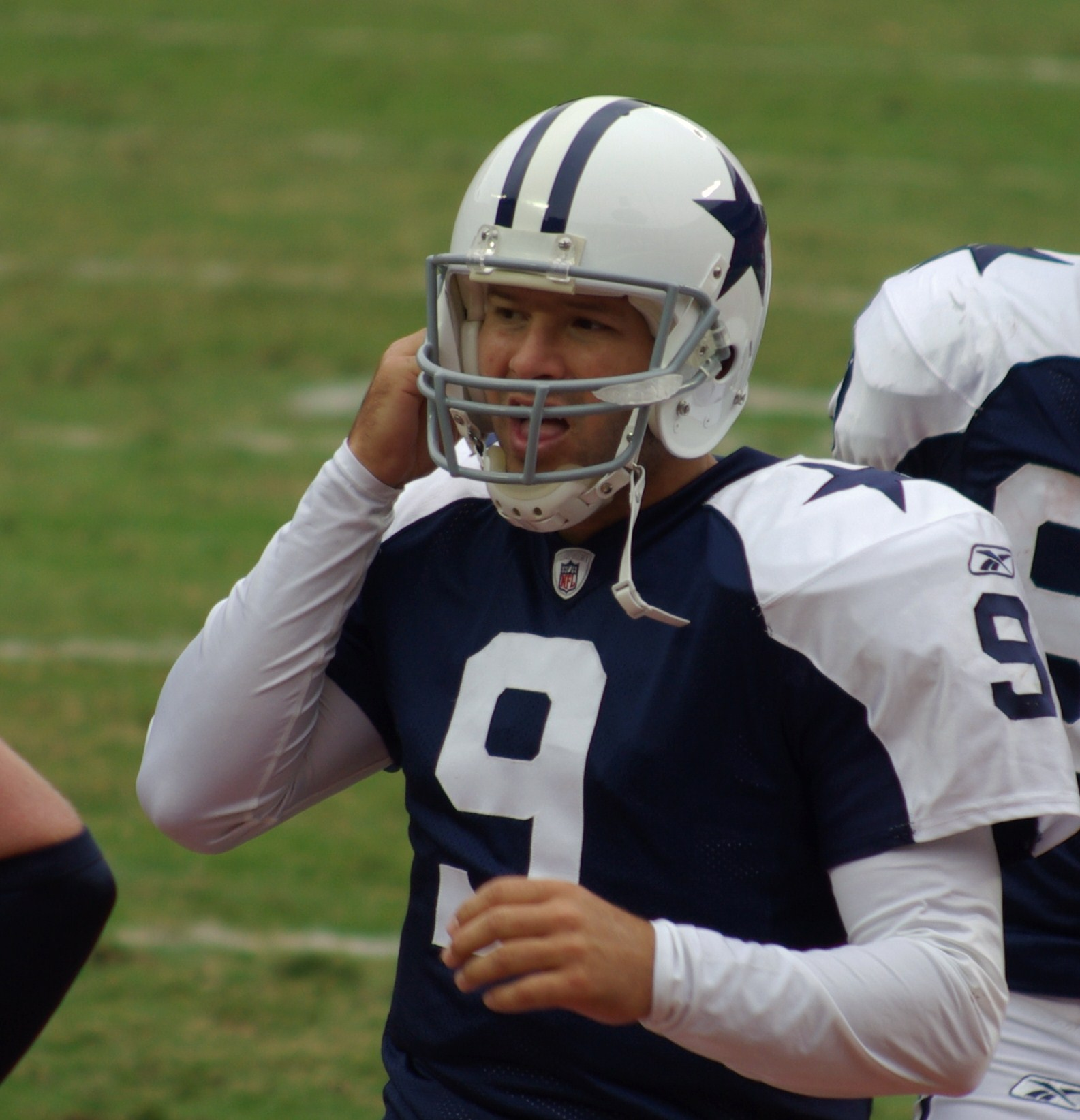
Tony Romo in der Saison 2009 gegen die Kansas City Chiefs

In der Regular Season der Saison 2007 warf er Pässe für 4.211 Yards, und seine 36 Touchdowns wurden nur durch den neuen NFL-Rekord von Tom Brady (50) übertroffen. Romo stellte 2007 mehrere Klubrekorde auf, wie z. B. für die meisten Passing Yards, Touchdowns und vollständige Pässe, und wurde zum zweiten Mal in den Pro Bowl gewählt. Unter Romos Führung erreichten die Cowboys als bestes Team der NFC (13:3-Bilanz) die Play-offs. Jedoch verloren sie gegen den Erzrivalen New York Giants 21:17. Die Dallas Cowboys banden Tony Romo während der Saison mit einem 6-Jahres-Vertrag im Wert von 67,5 Millionen US-Dollar langfristig an das Team. Im Jahr 2009 gelang ihm mit seiner Mannschaft erneut der Einzug in die Play-offs.
Im März 2013 verlängerten die Cowboys den Vertrag von Romo um sechs Jahre, der Abschluss machte ihn zum bis dahin teuersten Spieler der Cowboys.
Im weiteren Verlauf seiner Karriere hatte Romo immer wieder mit Verletzungen zu kämpfen. Ende 2013 unterzog er sich zunächst einer Rücken-Operation, bevor er die Cowboys 2014 in die Play-offs führte und in dieser Spielzeit zum vierten Mal in den Pro Bowl gewählt wurde. Am zweiten Spieltag der Saison 2015 brach er sich bei einem Tackling das Schlüsselbein, woraufhin er acht Wochen pausierte. Im zweiten Spiel nach seiner Genesung fiel er erneut auf die noch geschwächte Schulter, brach sich wieder den Knochen und musste die Saison frühzeitig beenden. Im dritten Spiel der Pre-Season 2016 verletzte sich Romo gegen die Seattle Seahawks am Rücken, woraufhin ein Wirbelbruch diagnostiziert wurde.
Am 4. April 2017 gab Romo sein Karriereende bekannt.

## Nach der Karriere
Im Anschluss an seine Karriere wurde Romo ab der Saison 2017 Co-Kommentator beim US-amerikanischen Sender CBS. Seine häufig zutreffenden Voraussagen über kommende Spielzüge sorgten für Erstaunen und brachten Romo viel Anerkennung bei Experten und Fans.

## Ehrungen
Romo wurde 2002 als Collegespieler mit dem Walter Payton Award ausgezeichnet. Mit diesem Preis wird jährlich der beste Angriffsspieler seiner Collegedivison ausgezeichnet. Romo spielte viermal im Pro Bowl. Nach seiner aktiven Karriere wurde er 2021 für seine Leistungen am College in die College Football Hall of Fame aufgenommen.